# Ichneumon pectorator
Ichneumon pectorator là một loài tò vò trong họ Ichneumonidae.